# ...Gdziekolwiek jesteś panie prezydencie...
...Gdziekolwiek jesteś panie prezydencie... – polski film historyczny, wojenny i biograficzny z 1978 roku. Reżyserem filmu jest Andrzej Trzos-Rastawiecki, który obok Władysława Terleckiego jest też autorem scenariusza.

## Informacje ogólne
Film jest oparty na faktach, ale obok autentycznych, historycznych postaci, pojawiają się też fikcyjne. Akcja filmu toczy się w Warszawie we wrześniu 1939. Premiera odbyła się w Warszawie w 39. rocznicę wybuchu II wojny światowej. Wykorzystano m.in. kroniki PAT i niemieckie oraz fragmenty filmów Juliena Bryana. Bożena Krzywobłocka skrytykowała niektóre wątki filmu, m.in. brak pogłębienia postaci i jej dylematów jako przedstawiciela obozu rządzącego, sposób przedstawienia sabotażystów niemieckich, niektóre elementy kostiumologiczne i scenograficzne (np. zadbany wygląd ratusza, który był wówczas mocno zniszczony). Zwróciła uwagę na brak akcentów mówiących o stosunku warszawiaków do walczących żołnierzy. Pochwaliła natomiast tytułową rolę Tadeusza Łomnickiego, jako dobrze oddającą rzeczywistość września 1939.

## Obsada
- Tadeusz Łomnicki – Stefan Starzyński,
- Jack Recknitz – dziennikarz z USA, rola inspirowana postacią Juliena Bryana,
- Rudolf Gołębiowski – Mieczysław Niedziałkowski,
- Andrzej Polkowski – doktor Stefan, przyjaciel Starzyńskiego,
- Ryszard Sobolewski – generał Juliusz Rómmel,
- Tadeusz Bogucki – Marian Kościałkowski.

## Role drugoplanowe i trzecioplanowe
- Aleksander Błaszyk
- Jacek Brick
- Henryk Czyż – zastępca Starzyńskiego
- Jacek Czyż
- Lucjan Dytrych
- Wanda Elbińska – sekretarka Starzyńskiego
- Aleksander Fabisiak – oficer
- Sol Flapan – radiotelegrafista ambasady Stanów Zjednoczonych
- Piotr Grabowski
- Jolanta Grusznic
- Maria Homerska – dama z kawiarni
- Marek Idziński
- Hieronim Konieczka
- Józef Konieczny – zastępca Starzyńskiego
- Władysław Kozłowski – zastępca Starzyńskiego
- Leszek Kubanek
- Herman Lercher
- Juliusz Lubicz-Lisowski
- Halina Łabonarska – pokojówka Starzyńskiego
- Lech Łotocki – plutonowy podchorąży Piłsudski
- Leopold Matuszczak
- Janusz Michałowski – lekarz
- Leszek Mikułowski
- Alojzy Nowak
- Jerzy Próchnicki – Adam Feliks Próchnik
- Andrzej Prus – adiutant
- Adam Raczkowski
- Jack Recknitz − dziennikarz z USA
- Robert Rogalski
- Witold Sadowy
- Hans Sieevers
- Marian Skorupa
- Stanisław Staniek – Michał Tokarzewski-Karaszewicz
- Jacek Strzemżalski
- Karol Sturm – oficer Gestapo
- Tadeusz Szaniecki
- Maria Szatkowska
- Tadeusz Tarnowski – Walerian Czuma
- Krystian Tomczak
- Edward Wichura
- Jerzy Zass – Stanisław Dubois

## Nagrody
1978:
- 5. Festiwal Polskich Filmów Fabularnych w Gdańsku:
  - Nagroda Główna Jury
  - nagroda za zdjęcia – Zygmunt Samosiuk

1979:
- MFF Historycznych w Cordobie:
  - Nagroda Główna